# Dariusz Dziekanowski
Dariusz Paweł Dziekanowski est un footballeur polonais né le 30 septembre 1962 à Varsovie.

## Palmarès
- Champion de Pologne (1): 1994
- Coupe de Pologne (3): 1985, 1989, 1994

## Carrière
- 1973-1979 : Polonia Varsovie  Pologne
- 1979-1983 : Gwardia Varsovie  Pologne
- 1983-1985 : Widzew Łódź  Pologne
- 1985-1989 : Legia Varsovie  Pologne
- 1988-1992 : Celtic Glasgow  Écosse
- 1991-1994 : Bristol City  Angleterre
- 1993-1994 : Legia Varsovie  Pologne
- 1993-1994 : Aix-la-Chapelle  Allemagne
- 1994-1996 : FC Cologne  Allemagne
- 1995-1997 : Polonia Varsovie  Pologne

## Palmarès
- 63 sélections et 20 buts avec l'équipe de Pologne entre 1981 et 1990.